# Pirulintia angelinae
Pirulintia angelinae là một loài bọ cánh cứng trong họ Cerambycidae.